# 東広島市立中黒瀬小学校
東広島市立中黒瀬小学校（ひがしひろしましりつ なかぐろせしょうがっこう）は、広島県東広島市黒瀬町楢原にある市立小学校。

## 概要
東広島市の南西部にある。中黒瀬小学校にはマーチングバンドがあり、2010年度には第38回マーチングバンド・バトントワーリング全国大会に出場した。

## 沿革
- 1904年4月 - 天神尋常小学校，横山尋常小学校，篠川尋常小学校の三校を合併し，中黒瀬尋常小学校を設置
- 1978年3月 - 現在の地へ移転，校舎落成
- 2005年2月 - 東広島市との合併により東広島市立中黒瀬小学校と改称。

## 学校行事
- 4月 - 入学式
- 5月 - 遠足、運動会、修学旅行
- 7月 - 職場体験学習
- 11月 - 学習発表会
- 3月 - 卒業式

## クラブ活動
- マーチングバンドクラブ
  - 2004年11月 - 第23回 全日本バンドフェスティバル 全国大会  Ｇ.Ｓ賞(金賞)
  - 2007年11月 - 第26回 全日本バンドフェスティバル 全国大会 金賞
  - 2008年11月 - 第27回 全日本バンドフェスティバル 全国大会 金賞
  - 2009年11月 - 第28回 全日本バンドフェスティバル 全国大会 銀賞
  - 2010年10月 - 第29回 全日本バンドフェスティバル 中国大会 【招待演奏】 全国大会3年連続出場のため
  - 2010年12月 - 第38回マーチングバンド・バトントワーリング全国大会 小学生の部・マーチングバンド部門 金賞
  - 2011年11月 - 第30回 全日本バンドフェスティバル 全国大会 金賞
  - 2012年11月 - 第31回 全日本バンドフェスティバル 全国大会 金賞
  - 2013年10月 - 第32回 全日本バンドフェスティバル 中国大会 グッドサウンド賞
  - 2014年10月 - 第33回 全日本バンドフェスティバル 中国大会 グッドサウンド賞
  - 2015年11月 - 第34回 全日本バンドフェスティバル 全国大会 銀賞
  - 2016年10月 - 第35回 全日本バンドフェスティバル 中国大会 優秀賞
  - 2017年10月 - 第36回 全日本バンドフェスティバル 中国大会 優秀賞
  - 2018年9月 - 第37回 全日本バンドフェスティバル 広島県大会 欠場　（吹奏楽クラブに改変のため）
- 吹奏楽クラブ
  - 2018年12月 - 平成３０年度 MBSこども音楽コンクール・西日本優秀校発表音楽会 小学校合奏第１部門 「優良賞」【ルーマニア舞曲】
  - 2019年12月 - 令和元年度 MBSこども音楽コンクール・西日本優秀校発表音楽会 小学校合奏第１部門 「優良賞」
  - 2021年3月 - 家族限定で卒業演奏会　中黒瀬小吹奏楽クラブ(東広島デジタルより)
- 合唱部
  - 2013年9月 -  第80回 NHK全国学校音楽コンクール　広島県大会　奨励賞
  - 2014年9月 -  第81回 NHK全国学校音楽コンクール　広島県大会　銀賞
  - 2015年10月 -  第82回 NHK全国学校音楽コンクール　中国ブロック　銀賞
  - 2016年10月 -  第83回 NHK全国学校音楽コンクール　中国ブロック　銅賞
  - 2017年10月 -  第84回 NHK全国学校音楽コンクール　中国ブロック　奨励賞　指揮: 内藤 律充
  - 2018年9月 -  第85回 NHK全国学校音楽コンクール　広島県大会　銀賞　指揮: 内藤 律充
  - 2018年12月 - 平成30年度 MBSこども音楽コンクール・西日本優秀校発表音楽会 小学校合唱部門 「最優秀賞」全国大会推薦校
  - 2019年9月 -  第86回 NHK全国学校音楽コンクール　中国ブロック　奨励賞
  - 2019年12月 - 令和元年度 MBSこども音楽コンクール・西日本優秀校発表音楽会 小学校合唱部門 「最優秀賞」全国大会推薦校

## 通学区域
- 東広島市
  - 黒瀬町市飯田
  - 黒瀬町上保田
  - 黒瀬町川角
  - 黒瀬町切田
  - 黒瀬町菅田
  - 黒瀬町楢原
  - 黒瀬町松ヶ丘
  - 黒瀬町丸山
  - 黒瀬町兼広の一部

## 進学先中学校
- 東広島市立黒瀬中学校

## 周辺
- 黒瀬屋内プール